# Ошибка единственной причины
Ошибка единственной причины, заблуждение единственной причины, ловушка единственной причины — неформальное заблуждение, относящееся к категории спорных причин. Эта ошибка возникает при предположении наличия одной простой причины определённого результата, тогда как на практике только ряд совместных, необходимых и достаточных условий может стать причиной данного результата.
Ошибка единственной причины может быть выражена в форме: «X вызвал Y; следовательно, X был единственной причиной Y» (хотя A,B,C… и т. д. также внесли свой вклад в Y).
Ошибка единственной причины — особый вид ложной дилеммы, в которой игнорируются сопутствующие возможные причины. Другими словами, предполагается, что возможными причинами являются «A xor B xor C», когда не учитываются «A и B и C», «A и B, но не C» и другие комбинации причин. Особенно «убедительным» в недобросовестной риторике становится ложное противопоставление двух крайних точек зрения, представленное так, словно других вариантов не существует.

## Пример
- «Алексей упал на лестнице и сломал ногу, следовательно, Алексей упал из-за того, что был неосторожен»

Хотя Алексей также мог подскользнуться на мокром полу или упасть, в связи с разрушением ступеней лестницы. 
Это ошибка единственной причины, потому что игнорируются другие возможные факторы, которые могли повлиять на падение Алексея. Другими словами, предполагается, что возможными причинами являются «неосторожность xor скользкий пол xor разрушенные ступени», когда не учитываются «неосторожность и скользкий пол и разрушенные ступени», «неосторожность и скользкий пол, но не разрушенные ступени» и другие комбинации причин. 
Недобросовестная риторика, ложное противопоставление двух крайних точек зрения, например: 
- «Алексей упал на лестнице, из-за того, что был неосторожен или потому что он сам виноват».